# Best-Krankheit
Die Best-Krankheit, auch Morbus Best oder vitelliforme Makuladegeneration genannt, ist eine autosomal-dominant vererbte Erkrankung der Netzhaut des menschlichen Auges.

## Genetik
Die Best-Krankheit wird autosomal-dominant vererbt. Das betroffene Gen Bestrophin (BEST1) befindet sich auf Chromosom 11, Genlocus q13.

## Symptome
Die Best-Krankheit tritt im Gegensatz zu den nicht genetisch bedingten Formen der Makuladegeneration schon in jungen Jahren, gewöhnlich in den ersten beiden Lebensjahrzehnten, auf. Der Augenarzt erkennt bei der Augenspiegelung auffällige Veränderungen, welche in Form von eidotterartigen, scharf begrenzten Ablagerungen im Bereich der Makula („gelber Fleck“ der Netzhaut, Sehzentrum des Auges) auftreten.
Trotz deutlichen Befunds ist die Sehschärfe anfangs meist noch nicht beeinträchtigt.
Im Verlauf der Erkrankung stellt sich dann aber eine Verflüssigung und später eine Absorption der gelblichen Schädigungen der Retina mit Ablagerungen im pigmentierten Anteil der Netzhaut („Rührei“-Stadium) ein. Später entstehen ausgeprägte Gewebsveränderungen, teilweise begleitet von unkontrollierter Gefäßneubildung, die in der Regel zu einem deutlichen Sehverlust beim Betroffenen führen.

## Klinische Diagnostik
Neben Familienanamnese und der binokularen Netzhautuntersuchung (charakteristisches Bild der Netzhautmitte) durch den Augenarzt werden Gesichtsfelduntersuchungen, Autofluoreszenzmessungen der Netzhaut, eine optische Kohärenztomographie (OCT) der Netzhautmitte und eine Fluoreszenzangiographie durchgeführt. Sehr pathognomisch sind Veränderungen in der elektrophysiologischen Diagnostik, insbesondere im Elektrookulogramm (EOG), können jedoch die Erkrankung nicht ausschließen.

## Behandlung
Derzeit gibt es keine Behandlungsmöglichkeit. Einige Erkrankte nehmen Vitamin A oder Lutein, aber es gibt keinen wissenschaftlichen Beleg bezüglich deren Wirksamkeit. Empfohlen wird eine gesunde Ernährung mit viel grünem Gemüse (wegen des Luteins) und ein guter UV-Schutz durch eine geeignete Sonnenbrille. Meist ist die Nutzung vergrößernder Sehhilfen zur Verbesserung der Sehfähigkeit möglich.

## Geschichtliches
Die Best-Krankheit wurde erstmals 1905 von dem deutschen Augenarzt Friedrich Best bei einer Familie mit acht betroffenen Patienten beschrieben.